# Horalky
Horalky — бисквитные вафли с арахисовой начинкой и шоколадной глазурью, производимые компанией I.D.C. Holding, a.s. под брендом Sedita. Масса — 50 грамм.
Horalky — один из самых популярных деликатесов словаков. Ежегодно в Середе выпускается 160 миллионов штук. За одну рабочую смену рабочие могут произвести примерно 100 тонн вафель.
В Словакии вафли Horalky якобы настолько популярны, что их едят чаще, чем хлеб, а каждую секунду съедают одну-две пластины. Скорый поезд R Váh 601, курсирующий в период с 2015 по 2020 год между Братиславой и Кошице, был назван в честь бренда Horalky.

## История
Продажи вафель Horalky в словацких магазинах были начаты в 1959 году под альтернативным названием Tatranky. Рецепт Tatranky отличался от рецепта Horalky тем, что в нём вместо арахиса использовался фундук. Но в 1965 году на словацком рынке возник дефицит фундука, поэтому в рецепт добавили арахис. Название бренда было изменено на Horalky. Штефан Кассай считается человеком, управляющим этим изменением. В 1991 году он стал совладельцем компаний «Pečivárne Sereď» и «Figaro Trnava», которые позже стали частью акционерного общества I.D.C. Holding, a.s.

## Рецепт
Horalky состоят из трёх основных частей: вафель, какао-арахисовой начинки и шоколадной глазури по ободу. Арахисовая начинка обжаривается в собственной жаровне.

## Редизайн
Первый редизайн упаковки Horalky был проведён в 1994 году: цветы эдельвейса и горечавки отображались на упаковке наряду с белым, синим и красным цветами. В 2005 году на упаковке появился новый логотип пекарни «Sereď - Sedita» с иллюстрацией арахиса. В 2009 году был проведён редизайн логотипа Horalky, а в 2021 году был проведён последний редизайн упаковки, в ходе которого все элементы были сведены к минимуму и модернизированы.